# Essenerbrot
Essenerbrot ist  ein mildes, leicht säuerlich schmeckendes Vollkornbrot, das zu 65–100 % aus gekeimtem Getreide besteht und gebacken oder getrocknet wird.

## Ursprung des Namens
Der Name geht auf die Essener zurück, eine Gruppe im antiken Judentum, deren Mitglieder angeblich Fladenbrote aus gekeimtem Getreide hergestellt und in der Sonne getrocknet haben. Um diese Behauptung zu stützen, wird auf das von Edmond Bordeaux Székely übersetzte „Evangelium des vollkommenen Lebens“ verwiesen. Die Existenz des hebräischen Urtextes ist allerdings nicht belegt. Dennoch wurde Anfang der 1980er Jahre damit begonnen, Brote aus gekeimtem Getreide als Essenerbrot anzubieten.

## Herstellung
Ein einheitliches Verfahren ist nicht verbreitet. Allen Verfahren ist lediglich die Verwendung von gekeimtem Getreide gemeinsam, dessen Anteil jedoch stark schwankt. Gekeimtes Getreide ist schlecht backfähig (der sogenannte Auswuchs), daher werden Mehl oder Saatenmischungen in unterschiedlichen Anteilen zugegeben. Auch ist kein einheitliches Verfahren der Lockerung verbreitet. Als Triebmittel dienen Sauerteig, Backfermente, Backhefe oder nur die Enzyme, die bei der Keimung entstehen. Während einige Produzenten bei herkömmlichen Temperaturen backen, versuchen andere, diese so niedrig wie möglich zu halten. (Beispiele: 270 fallend auf 200 °C, 180 fallend auf 140 °C etc.). Für Rohköstler werden dünne Fladen bei maximal 40 °C getrocknet, um die Enzyme nicht zu beschädigen. Die Konsistenz des Brotes variiert von locker bis fest und klebrig, der Geschmack von säuerlich bis süßlich.

## Nährstoffgehalt
Vielfach wird die Auffassung vertreten, Essenerbrot sei besonders reich an Nährstoffen und arm an Lektinen. Die Keimung des Getreides beginnt mit der Aktivierung der Enzyme, die zum Stärke- und Proteinabbau sowie zur Vitaminbildung nötig sind. Der Protein- bzw. Glutenabbau hängt von den Keimbedingungen ab und kann zugunsten besserer Backeigenschaften durch niedrige Temperaturen verzögert werden. Hingegen nimmt der Gehalt mehrerer Vitamine schon bei niedrigen Temperaturen signifikant zu. Auch im gebackenen Brot ist ein erhöhter Vitamingehalt messbar. Auch Phytinsäure wird teilweise abgebaut, bei Roggen mehr als bei Weizen, wodurch die Mineralstoffe besser verfügbar werden.

## Bilder

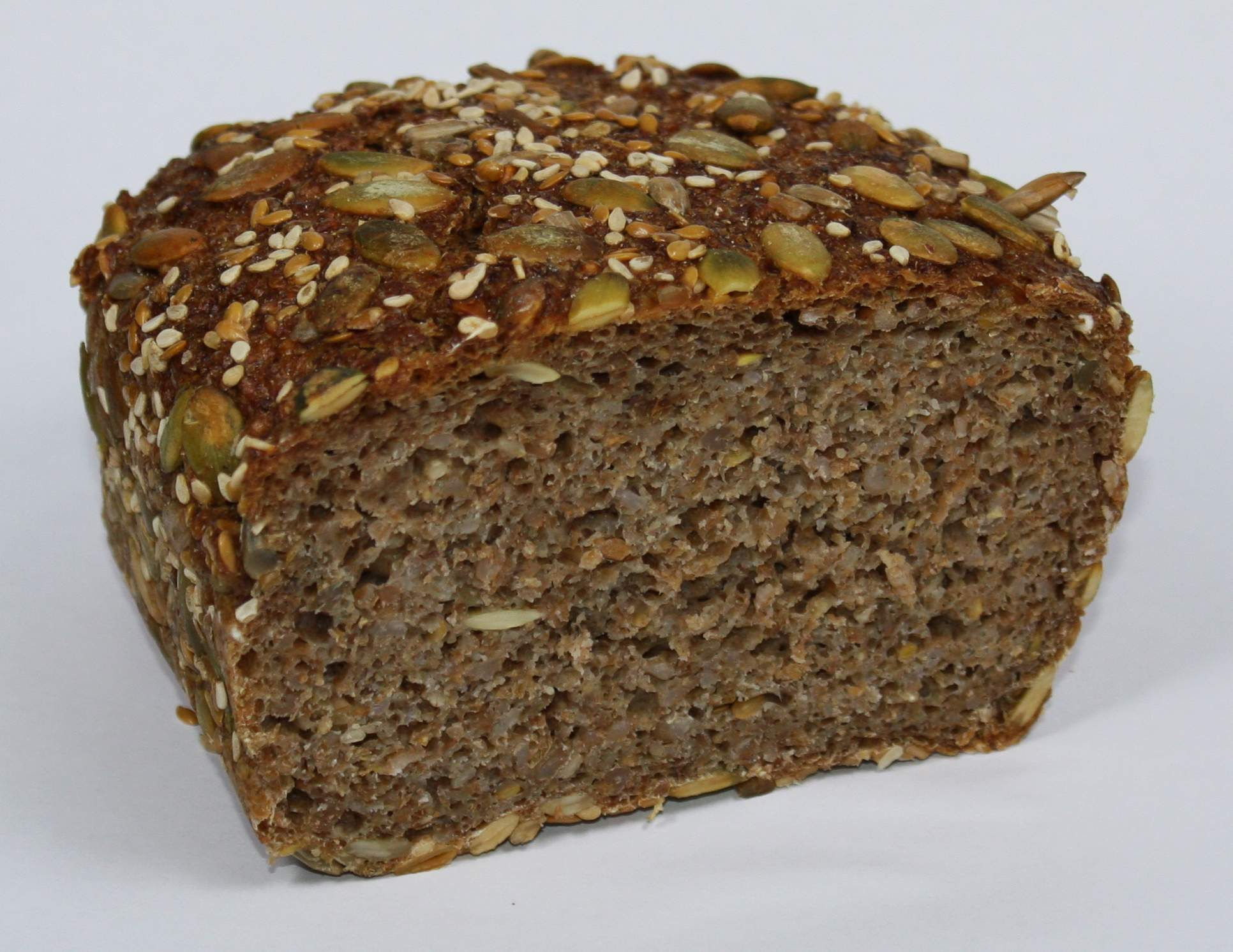
Essenerbrot – gebacken bei 270° fallend auf 200 °C
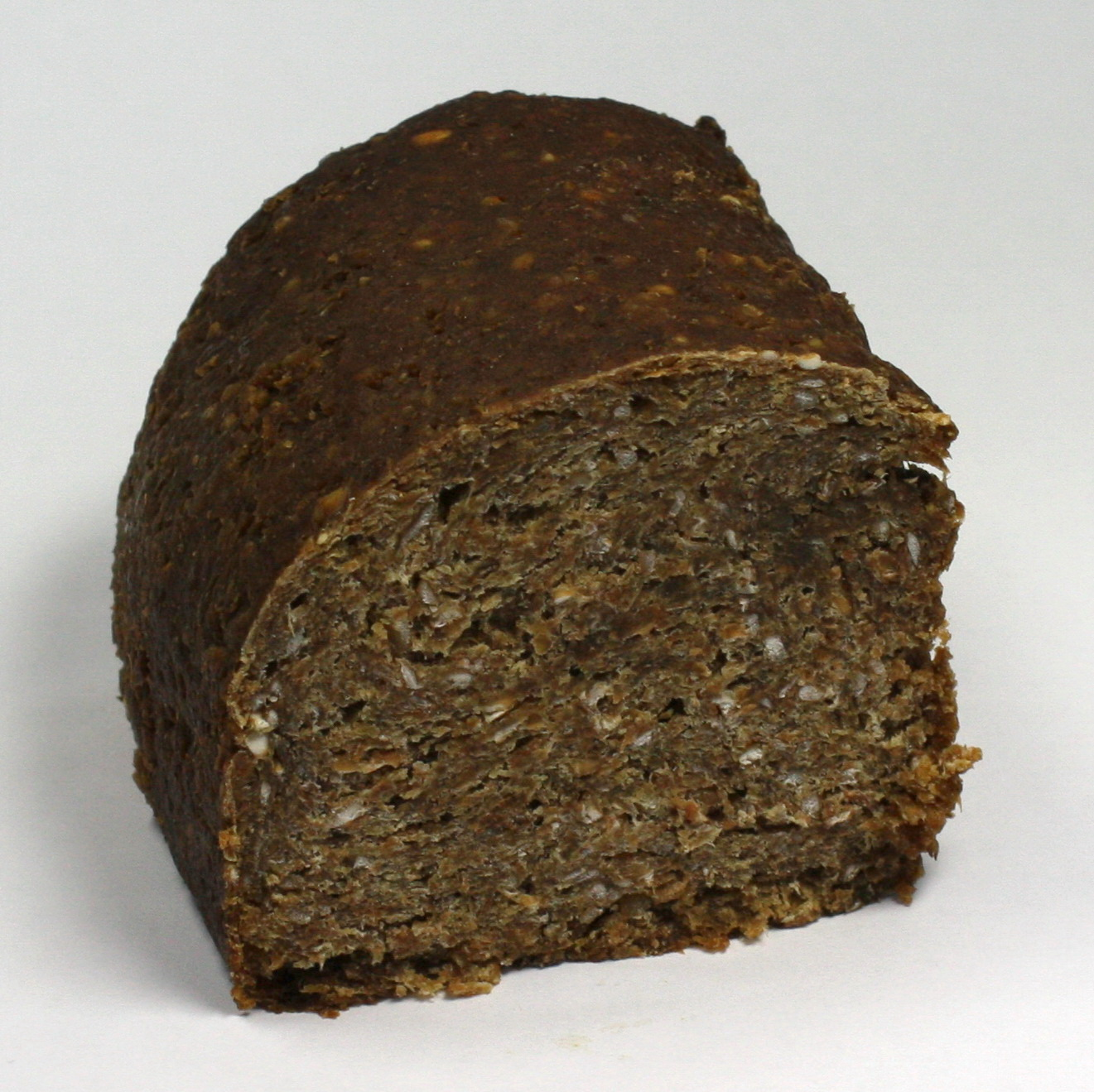
Essenerbrot – gebacken bei 130 fallend auf 100 °C
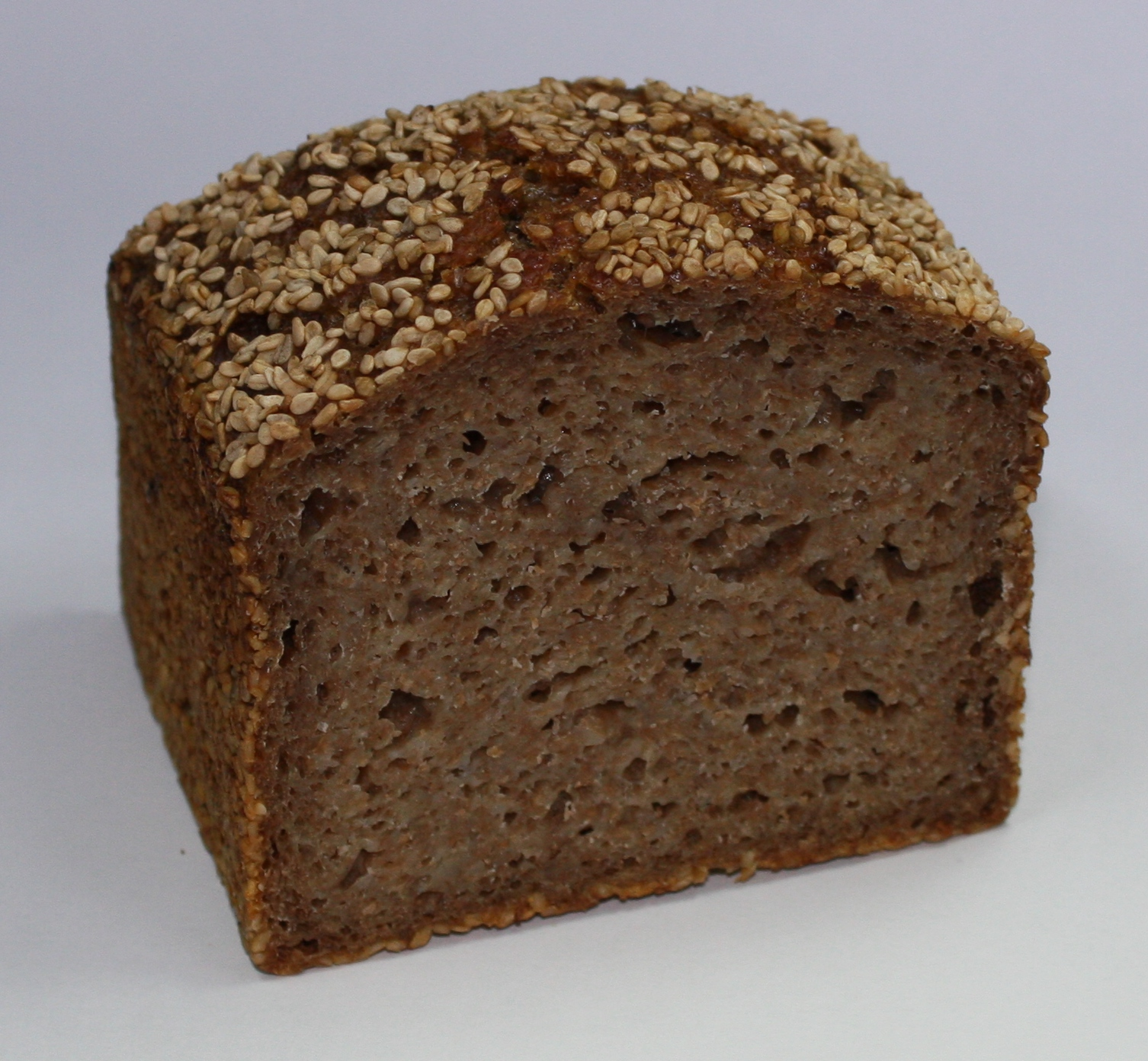
Essenerbrot – ohne zusätzliches Triebmittel
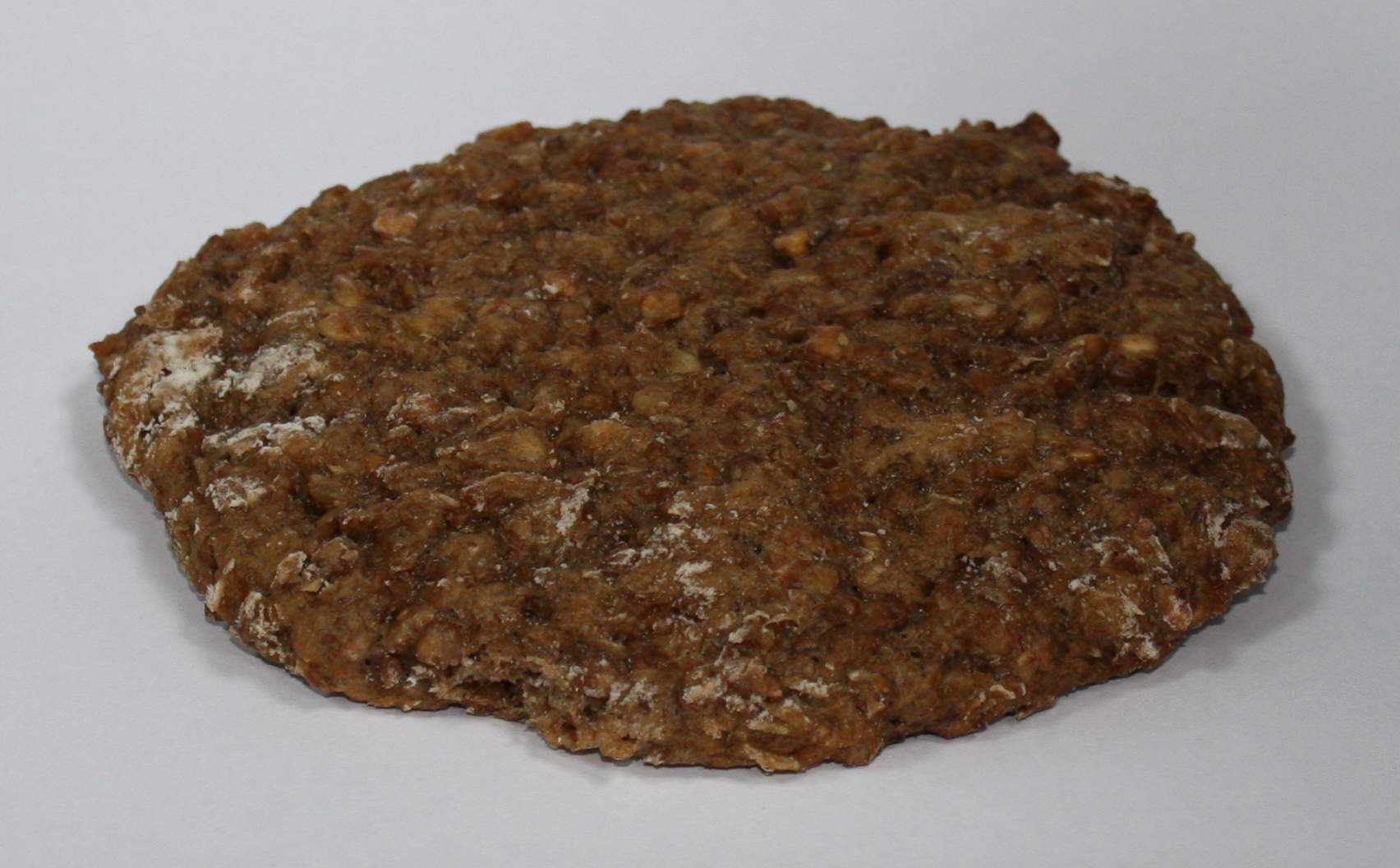
Getrockneter Essener-Fladen